# Pseudosetaphora pallidimaculata
Pseudosetaphora pallidimaculata är en kräftdjursart som först beskrevs av Gustav Budde-Lund1913.  Pseudosetaphora pallidimaculata ingår i släktet Pseudosetaphora och familjen Philosciidae. Inga underarter finns listade i Catalogue of Life.